# 空飛ぶ魔法のジュータン
「空飛ぶ魔法のジュータン」（そらとぶまほうのジュータン）は、1994年8月にリリースされた中村あゆみの21枚目のシングルである。
規格品番はPODH-1222。

## 解説
- 表題曲はポリドール移籍第1弾シングルでアルバム『Be Natural』と同日発売であった。
- 「ボルボ・850」のCMソング。

## 収録曲
1. 空飛ぶ魔法のジュータン
  - 作詞／作曲:中村あゆみ／編曲:中村哲
2. ナチュラリスト
  - 作詞:田久保真見／作曲:羽場仁志／編曲:中村哲
3. 空飛ぶ魔法のジュータン (カラオケ)

## 収録作品
- 空飛ぶ魔法のジュータン
  - Be Natural
- ナチュラリスト
  - 未収録